# The Divergent Series: Allegiant
The Divergent Series: Allegiant, noto anche semplicemente come Allegiant, è un film del 2016 diretto da Robert Schwentke.
La pellicola, con protagonisti Shailene Woodley e Theo James, e ambientata in un futuro distopico postapocalittico, è l'adattamento cinematografico della prima parte dell'omonimo romanzo del 2013 scritto da Veronica Roth, terzo della serie costituita da tre libri. Il film è il sequel di The Divergent Series: Insurgent (2015), nonché terzo capitolo dell'omonima trilogia. La seconda parte del film, The Divergent Series: Ascendant, era prevista per il 2017 prima di essere definitivamente cancellata.

## Trama
Beatrice Prior (Tris) e Tobias Eaton (Quattro, Four nella versione originale) si avventurano in un mondo a loro nuovo e sconosciuto, al di fuori di Chicago; qui verranno presi in custodia da un'agenzia misteriosa conosciuta come il Dipartimento di Sanità Genetica che vanificherà le loro precedenti convinzioni per rivelare nuove e sconvolgenti verità.
Tris dà tutta la sua fiducia al capo di tutto quel sistema, David, che le fa vedere da dove era venuta sua madre e le dice che fidandosi di lui avrebbe continuato la sua impresa. Quattro, nel frattempo, è deluso perché Tris sembra sempre occupata con David e perciò non gli dà attenzioni; è prevista una nuova battaglia tra il bene e il male, tra il presente e il passato e soprattutto tra David e Quattro.

## Produzione

### Sviluppo
Nel dicembre 2013, la Summit Entertainment ha annunciato che l'adattamento cinematografico del romanzo Allegiant di Veronica Roth, sarebbe stato distribuito nel 2016 e che sarebbe stato l'ultimo film della trilogia. Nell'aprile 2014, lo studio ha cambiato le sue intenzioni, e ha comunicato che la pellicola sarebbe stata divisa in due parti: la prima, diretta nuovamente da Robert Schwentke, sarebbe stata distribuita nel 2016, mentre la seconda nel 2017.

### Cast
Nel marzo del 2015 è stato confermato che Shailene Woodley, Theo James, Ansel Elgort, Zoë Kravitz, Maggie Q, Naomi Watts, Miles Teller, Keiynan Lonsdale e Octavia Spencer avrebbero ripreso i loro ruoli dai film precedenti. Il 28 aprile 2015 è stato annunciato che Jeff Daniels avrebbe interpretato David, mentre Bill Skarsgård Matthew.

### Riprese
Le riprese del film si sono svolte in Georgia, dal 18 maggio al 23 agosto 2015.

## Promozione
Il primo trailer della pellicola in lingua inglese è stato diffuso da YouTube il 12 novembre 2015.

## Distribuzione
Il film è stato distribuito nelle sale cinematografiche italiane il 9 marzo 2016, mentre il giorno successivo in quelle britanniche. È stato invece distribuito nelle sale statunitensi a partire dal 18 marzo dello stesso anno, sia nei cinema sia nelle sale IMAX.

## Accoglienza

### Incassi
A fronte di un budget di 110 milioni di dollari, la pellicola ne ha incassati circa 66,2 milioni in Nord America e 113,1 milioni nel resto del mondo, per un totale di 179246868 $.
In Italia, The Divergent Series: Allegiant ha esordito direttamente al primo posto al botteghino nazionale, incassando 174 mila euro il primo giorno di programmazione.

### Critica
Sull'aggregatore di recensioni Rotten Tomatoes il film ha un indice di gradimento del 11% basato su 198 recensioni, con un voto medio di 4,1 su 10. Su Metacritic ottiene un punteggio di 33 su 100 basato su 33 recensioni.

## Sequel
L'uscita del film finale della serie, The Divergent Series: Ascendant, era prevista per il 9 giugno 2017. La data originale era stata fissata per il 24 marzo 2017, ma nel dicembre del 2015 è stato annunciato che Lionsgate avrebbe distribuito il reboot di Power Rangers durante quel periodo. Fra le novità preposte, la regia non sarebbe stata più affidata a Robert Schwentke, ma al noto sceneggiatore statunitense Lee Toland Krieger. A causa del flop ottenuto dall'ultimo film distribuito, la seconda parte sarebbe stata prodotta per il piccolo schermo sotto forma di film TV, perdendo attori importanti come Theo James ("Quattro"), Shailene Woodley ("Tris") e Ansel Elgort (Caleb). Inoltre sarebbe potuto diventare un pilot per un'eventuale serie ispirata all'universo dei romanzi di Veronica Roth.
Nell'agosto del 2017 Starz e Lions Gate annunciano di aver iniziato a sviluppare la serie TV, prima di essere definitivamente cancellata nel dicembre 2018.